# Самсонов, Семён (дьяк)
Семён Самсонов — московский дьяк первой четверти XVII века, родоначальник дворянского рода Самсоновых.
В 1611 году служил в Новгороде и участвовал (по некоторым сведениям, был организатором) здесь в убийстве боярина Ивана Салтыкова, сторонника короля Сигизмунда.
В следующем году Самсонов принял участие в нижегородском ополчении. Когда Дмитрий Пожарский получил известие, что Ярославль готовятся захватить отряды Ивана Заруцкого и Андрея Просовецкого, он послал к Ярославлю войско под начальством Дмитрия Лопаты-Пожарского и с ним дьяка Самсонова. Этот же передовой отряд был выслан Пожарским под Москву, к Тверским воротам.
При царе Михаиле Фёдоровиче, в августе 1615 года, дьяк Самсонов, вместе с Петром Мансуровым отправлен был послом в Стамбул. Послы должны были уговорить султана, чтобы велено было крымскому хану напасть на Литву. Посольство пробыло в Турции 30 месяцев.
В 1621 году Самсонов сидел в приказе Большого Дворца, в 1624 году — в приказе Большого Прихода, а в 1625 году назначен в Астрахань.